# Paraclione
Paraclione is een geslacht van weekdieren uit de klasse van de Gastropoda (slakken).

## Soorten
- Paraclione flavescens (Gegenbaur, 1855)
- Paraclione longicaudata (Souleyet, 1852)